# خاردان (خبر بافت)
خاردان (بالفارسية: خاردان) هي قرية تقع في إيران في Khabar Rural District. يقدر عدد سكانها بـ 50 نسمة بحسب إحصاء 2016.